# Conférence de Spa (29 septembre 1918)
Vous lisez un « bon article » labellisé en 2017.  Il fait partie d'un « bon thème ».
Pour les articles homonymes, voir Conférence de Spa.
La conférence de Spa du 29 septembre 1918 est la dernière conférence importante entre les principaux responsables politiques et militaires du Reich, alors engagé dans la Première Guerre mondiale. Tenue dans les dernières semaines du conflit, elle est destinée à tirer les conclusions politiques et militaires de la défection bulgare. En effet, après les échecs rencontrés par les puissances centrales en Italie et sur le front de l'Ouest, les responsables du Reich ne peuvent qu'acter l'impasse stratégique dans laquelle ils se trouvent depuis le mois d'août 1918. Les succès alliés face aux Bulgares, suivis du retrait de la Bulgarie et de la rapide remontée alliée vers le Danube, obligent les responsables des puissances centrales, essentiellement allemands, à tirer les leçons de leurs échecs. Cependant, maintenus dans l'ignorance de la réalité de la situation militaire, les membres du gouvernement du Reich demeurent dans un premier temps incrédules face aux déclarations des militaires. Au cours du mois de septembre, ces derniers pressent le gouvernement d'entamer des pourparlers en vue d'une suspension du conflit. La conférence constitue l'occasion de l'annonce de ce souhait de changement de politique. La conférence réunit à Spa, alors siège de l'Oberste Heeresleitung (OHL, Commandement suprême de l'armée), les principaux chefs militaires du Reich, le chancelier et son vice-chancelier autour du Kaiser Guillaume II. Tous s'accordent sur la nécessité de demander un armistice pour limiter les exigences des Alliés, ainsi que sur des réformes politiques à mettre en œuvre pour démocratiser le Reich, qui devait alors se transformer en monarchie parlementaire.

## Contexte

### La défection bulgare

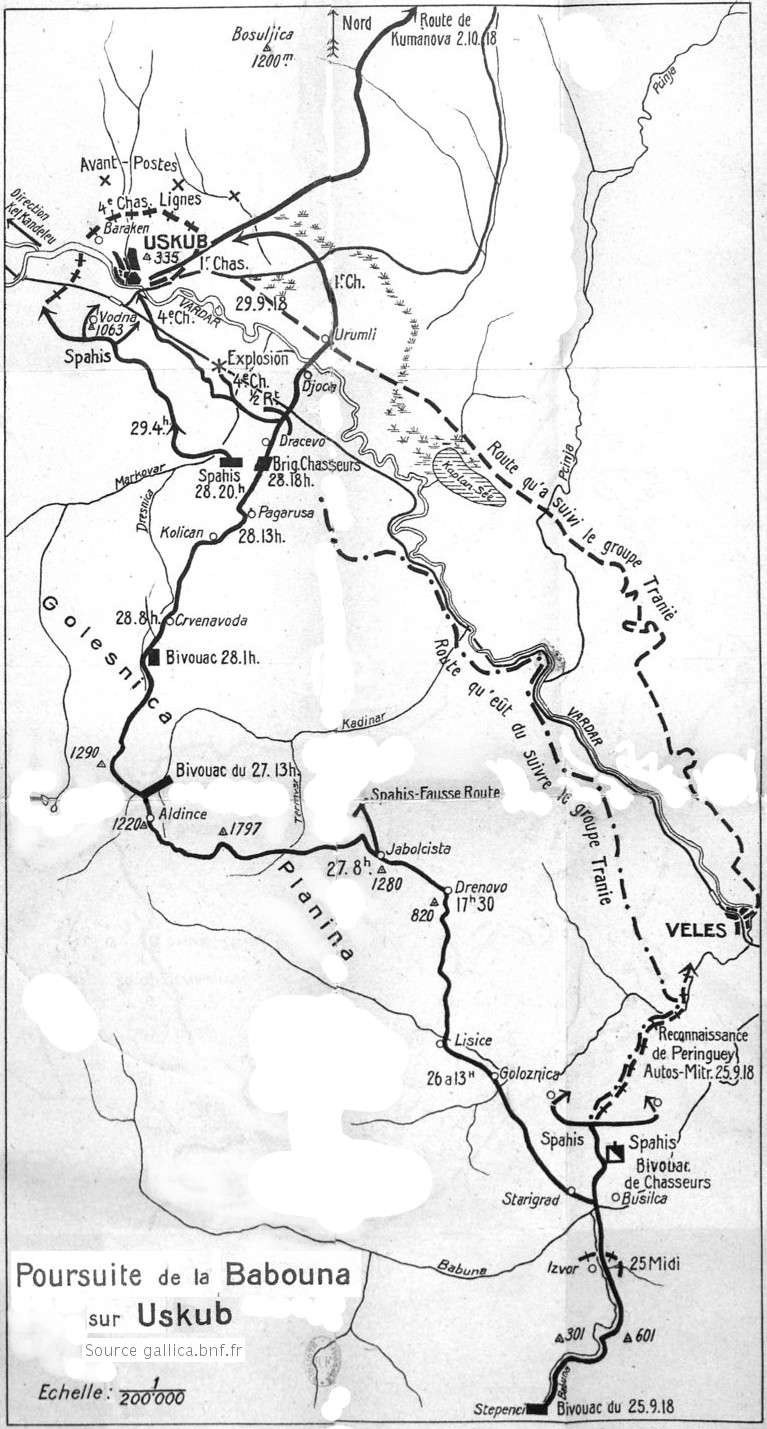
La manœuvre d'Uskub éventre le front bulgare, oblige la Bulgarie à demander l'armistice et permet une reconquête rapide de la Serbie, menaçant rapidement les frontières austro-hongroises et sectionnant les lignes de communication entre le de et son allié ottoman.

À la suite de la défaite de Doiran, le front de Macédoine, tenu principalement par les Bulgares, s'écroule face aux unités franco-serbes engagées dans une rapide remontée vers le Nord à travers le royaume de Belgrade, offensive que les puissances centrales ne sont alors plus en mesure d'entraver efficacement.
Rapidement, l'efficacité de l'exploitation alliée de la percée obtenue le 15 septembre oblige la Bulgarie, épuisée par trois années de guerre, à demander l'armistice, dès le 25 septembre, par l'envoi d'une délégation pour en négocier les clauses. Les négociations de l'armistice entre le royaume de Sofia, exsangue, et les Alliés aboutissent rapidement, entre le 26 et le 28 septembre, incitant Ludendorff à ordonner des mesures énergiques, cependant toutes vouées à l'échec,.
Face à cette situation dans les Balkans, le haut-commandement allemand tente ainsi de mettre en place des contre-mesures destinées, sinon à maintenir la Bulgarie dans le conflit, du moins à stopper la remontée des troupes franco-serbes vers le Danube : certains préconisent des opérations de troupes austro-allemandes en Bulgarie, Ludendorff propose de contrôler étroitement le roi Ferdinand, voire de l'enlever, afin de forcer Ferdinand à maintenir son pays dans l'alliance allemande.

### La situation politique et militaire des puissances centrales

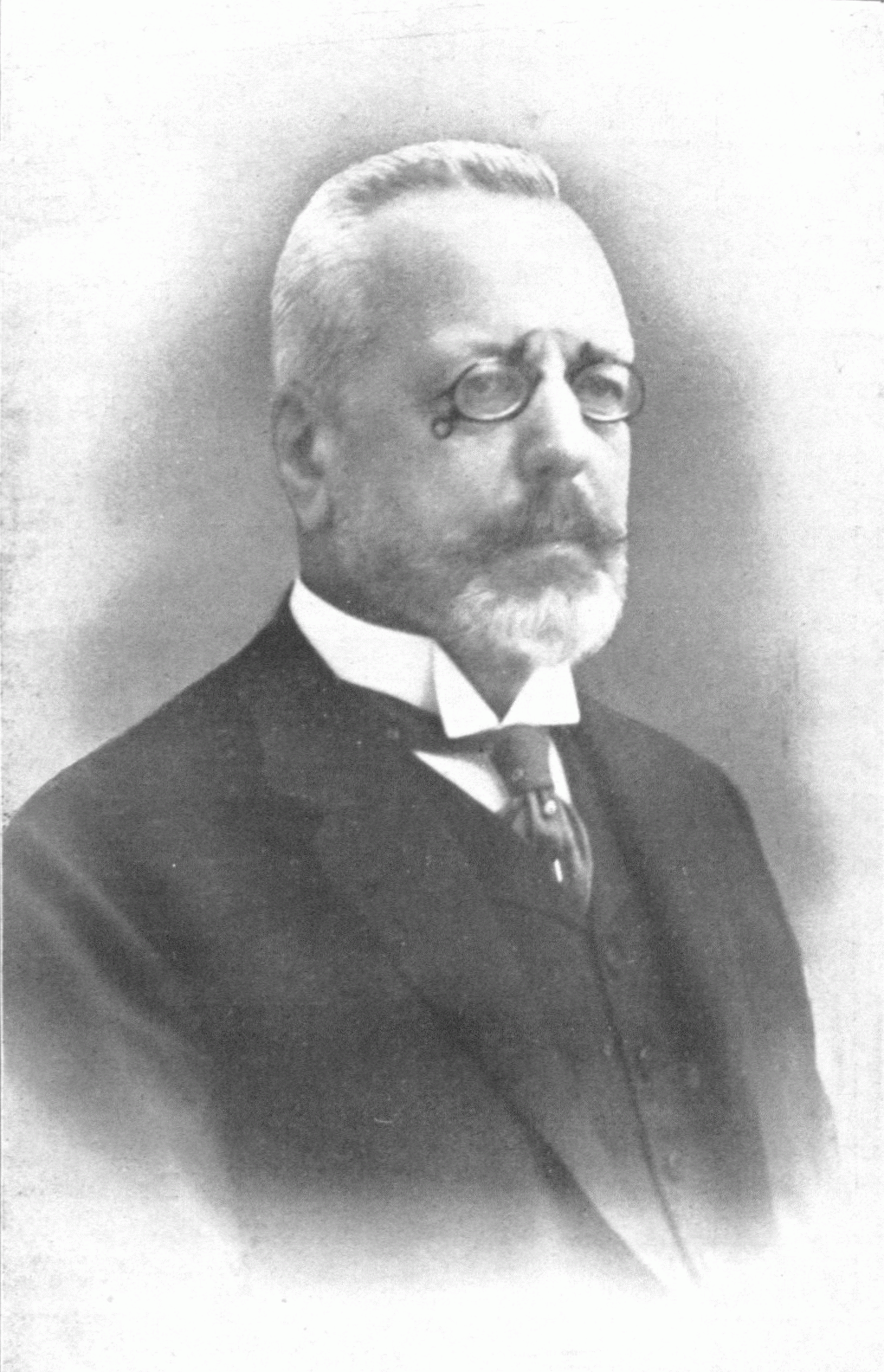
Stephan Burián von Rajecz, alors ministre des affaires étrangères de la double monarchie, tente de faire sortir son pays du conflit.

Depuis le mois d’août, les puissances centrales multiplient les initiatives afin de sortir du conflit.
Cependant, face à la défaite qui se profile, certains responsables politiques du Reich semblent aveugles à la situation du pays. Ainsi, au début du mois de septembre 1918, Guillaume II, influencé par son chef de cabinet, Friedrich Wilhelm von Berg, un conservateur extrémiste, donne à ses interlocuteurs l'image d'un chef d'État globalement mal informé de la réalité de la situation du Reich et de ses alliés.
De plus, depuis des mois, les diplomates austro-hongrois tentent de mener une diplomatie parallèle, jusqu'alors sans autre résultat tangible que de renforcer les liens entre la double monarchie et le Reich, assujettissant l'Autriche-Hongrie au Reich ; cependant, les responsables austro-hongrois parviennent, entre le printemps et l'été, à limiter les conséquences économiques de cette sujétion. Ainsi, les Allemands tentent de convaincre ces responsables de participer à une initiative commune durant les premiers jours du mois de septembre : le 14 septembre, en dépit des multiples pressions allemandes, Stephan Burian, alors ministre austro-hongrois des affaires étrangères, publie une note proposant l'ouverture, dans un pays neutre, de négociations de paix entre la double monarchie et les Alliés . Face à cette proposition, les Alliés, parfaitement informés de la gravité de la situation intérieure de l'Autriche-Hongrie, écartent sans discussion la proposition austro-hongroise. Cette démoralisation des responsables de la double monarchie trouve également son pendant dans le Reich. En effet, la population apparaît nerveuse, et l'armée impériale allemande est alors minée par les désertions et les manifestations d'insubordination. Cette armée, épuisée et minée par les désertions, est refoulée sous les coups de boutoir de plus en plus marqués des Alliés sur ses positions de départ de sa dernière offensive, lancée au mois de mars ; parallèlement, pour amplifier les succès des mois d’août et de septembre 1918, les chefs militaires alliés planifient alors une offensive destinée à priver les Allemands de toute possibilité d'action sur le front,,,,,.
Du point de vue militaire, Ludendorff, sans illusion sur la situation de l'armée impériale, tente de parer au plus pressé, la reconstitution d'un front dans les Balkans. Ainsi, ce dernier a déjà dépêché sur place une armée, censée se concentrer dans la région de Niš ; cependant, se rendant compte de l'insuffisance de ces moyens, il envisage de déployer sur place les divisions occupant l'Ukraine. Composée de sept unités allemandes et austro-hongroises et placée sous la responsabilité du maréchal austro-hongrois Hermann Kövess, installé à Niš, cette nouvelle armée reçoit la mission d'arrêter en Serbie centrale les troupes alliées dans leur remontée vers le Nord, sans succès. En effet, les unités qui composent cette armée constituent une force disparate et manquent de cohésion ; de plus, leur concentration dans la région de Niš est rapidement remise en cause par la rapidité de l'avance des unités alliés, engagées dans une vaste guerre de mouvement. Parallèlement à cette rapide remontée des troupes alliées dans la péninsule balkanique, depuis le 26 septembre, une vaste offensive alliée est lancée en France, coordonnée par Ferdinand Foch. Au fil des jours, les unités alliées repoussent les troupes allemandes sur toute la longueur du front, cette offensive ne pouvant plus être arrêtée par des unités placées en réserve, alors en nombre insuffisant,,,,,.
Alors que la situation militaire se dégrade rapidement, l'armée subit des pertes en hommes et en matériel de plus en plus importantes : ainsi, 7 000 pièces d'artillerie sont perdues, détruites, capturées ou irrémédiablement endommagées dans les deux mois précédant la conférence ; de plus, les tubes en activités sont usés et ne peuvent être utilisés à leur pleine capacité.

## La dernière grande conférence de l'OHL

### Participants

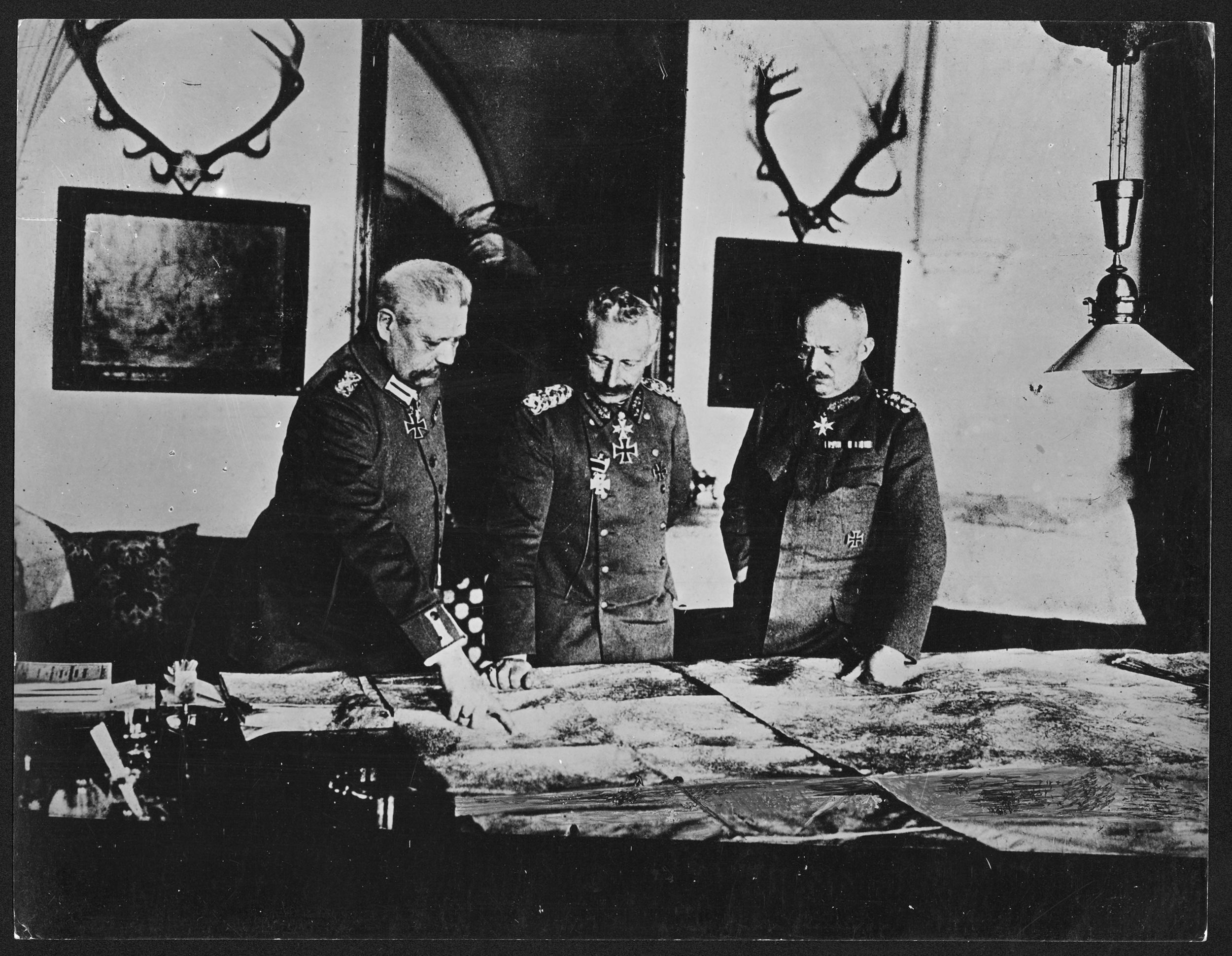
De gauche à droite, Paul von Hindenburg, Guillaume II et Erich Ludendorff à Spa en 1918.

Alors qu'Erich Ludendorff, le principal militaire en poste à Spa, souffre de dépression nerveuse, le nouvel adjoint de ce dernier, Heye, ayant pris conscience de la gravité de la situation, presse le ministre de la guerre du Reich, ainsi que le vice-chancelier Paul von Hintze, de se rendre au siège de l'Oberste Heeresleitung, le commandement suprême de l'armée allemande, à Spa,.
Ainsi, le dimanche 29 septembre 1918, à dix heures du matin, sont présents lors de cette conférence les militaires, Paul von Hindenburg et Erich Ludendorff, le vice-chancelier Paul von Hintze ; ils doivent se présenter devant Guillaume II, rejoint par le chancelier, Georg von Hertling, en début d'après-midi,,.

### Enjeux
Face à une situation militaire et politique tous les jours plus précaire, les participants à la conférence proposent une sortie du conflit pour éviter d'assumer la responsabilité de la défaite du Reich et amadouer les représentants alliés, afin d'obtenir des conditions plus clémentes.
Dans cette perspective, ayant échoué à imposer à Guillaume II une offensive destinée à sauver l'honneur de l'armée, Ludendorff suggère de demander l'armistice afin d'éviter l'occupation du territoire du Reich par les Alliés. Cependant, cette demande d'armistice doit être faite à la suite d'une victoire allemande, témoignant de la perte des réalités du général,.
De plus, pour tenter d'adoucir les exigences alliées, les participants tentent d'amorcer, avant la cessation des hostilités, la démocratisation de l'Empire allemand, espérant négocier une paix plus favorable et sauvegarder les droits de la dynastie impériale.

## Décisions

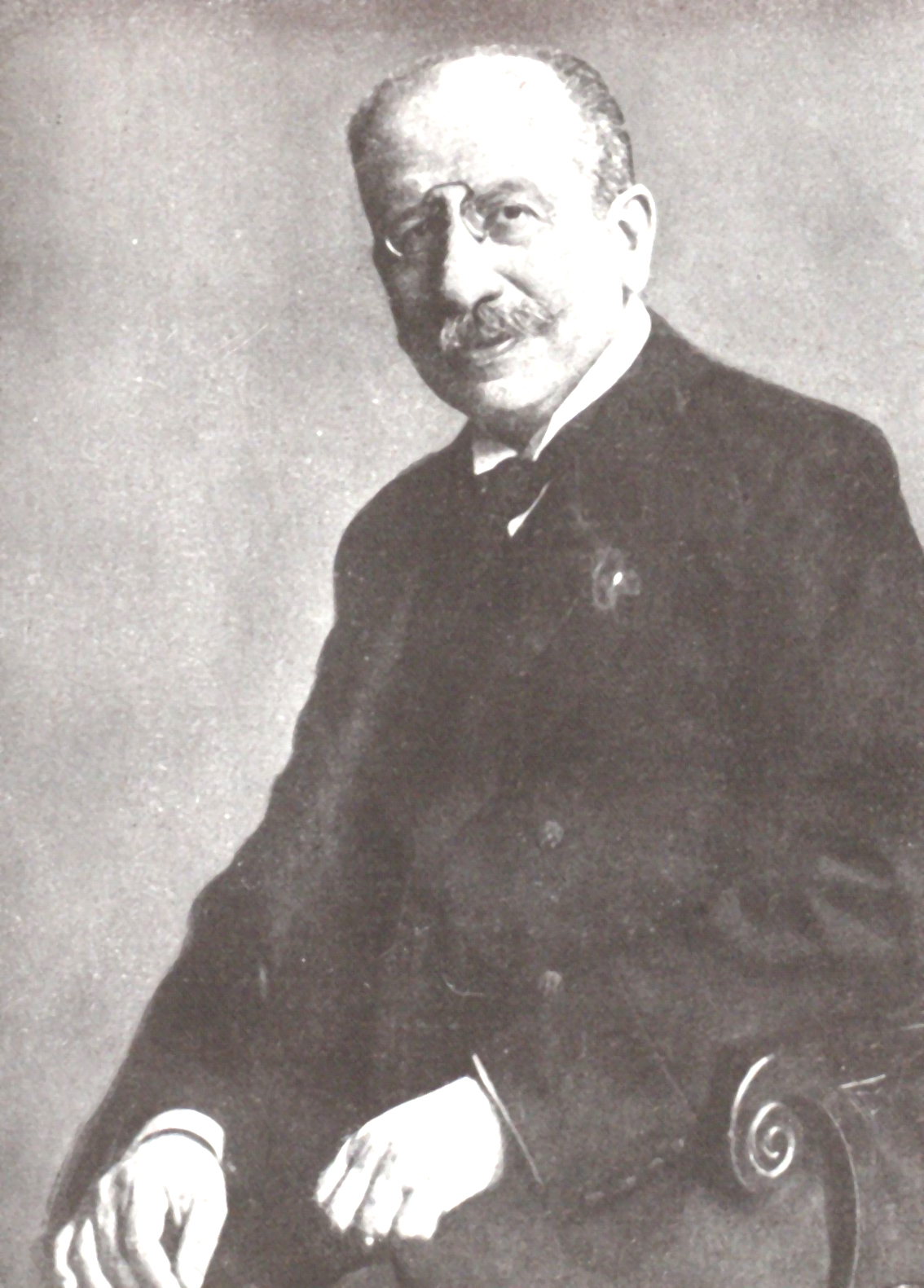
Albert Ballin est un acteur des décisions prises le 29 septembre 1918-.

Cette conférence ne donne pas lieu à de véritables débats entre les principaux responsables du Reich ; en effet, les responsables militaires demandent l'ouverture de négociations en vue d'une cessation des hostilités, appuyés par le vice-chancelier.

### Le maintien des buts de guerre duReichenseptembre 1918
Responsables de la gestion de la guerre, les participants à cette conférence esquissent une rénovation du programme des buts de guerre. Ils se prononcent en faveur d'ouverture de négociations garantissant au Reich les bénéfices des traités signés avec la Russie, à Brest-Litovsk ou à Berlin, et avec la Roumanie à Bucarest.
L'empereur Guillaume soutient la proposition de camoufler derrière une propagande antibolchevique le maintien des buts de guerre dans l'Est de l'Europe : le Reich s'affirmerait alors comme le protecteur des nouveaux États limitrophes de la Russie bolchevique. En septembre, le Reich multiplie les accords avec la double monarchie au sujet de la Pologne, ainsi qu'avec les représentants de l'Ukraine, alors indépendante, tandis que, simultanément, les acteurs politiques, économiques et militaires du Reich en guerre travaillent à plusieurs textes destinés à fixer les modalités de son retour dans le concert international, visant notamment à la levée des clauses discriminatoires en matière commerciale, en vigueur depuis le déclenchement du conflit,,.

### Demande d'armistice
Le jour de la conférence, Hindenburg et Ludendorff, les dioscures, exigent de Hintze, alors chargé des affaires étrangères, l'ouverture rapide de négociations en vue de la conclusion d'un armistice : en effet, ils affirment à ce dernier que le Reich se trouve dans l'impossibilité de poursuivre la guerre.
Appuyés par les représentants de l'industrie lourde favorables à des pourparlers directs entre le Reich et les États-Unis, Albert Ballin notamment, ces mêmes responsables politiques et militaires tentent de négocier une sortie du conflit la moins défavorable possible aux intérêts du Reich, en ouvrant des pourparlers directs avec ce pays qui s'affirme alors comme l'arbitre du conflit,
De plus, afin de faire accepter la défaite à la population allemande, habituée aux communiqués de victoire, les chefs militaires proposent des réformes politiques dans le Reich, repoussant les propositions qui visent à établir une dictature militaire,.

### Démocratisation de l'empire

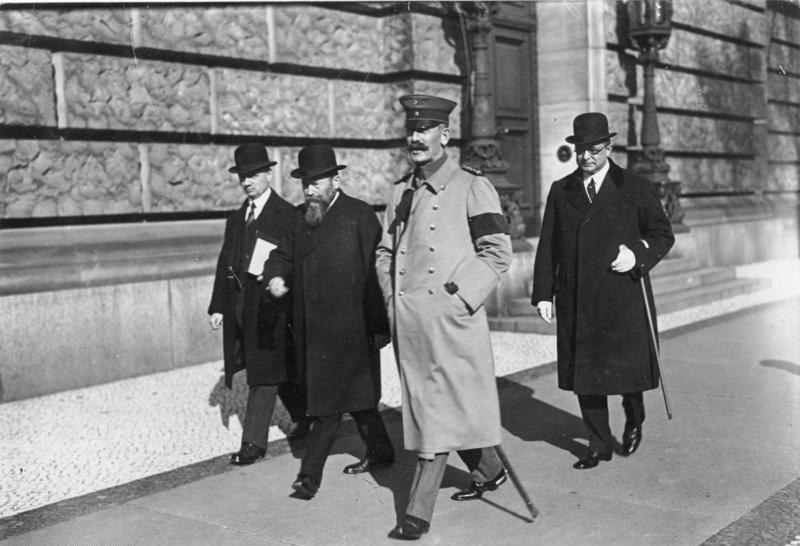
Le chancelier Max de Bade (en uniforme), le vice-chancelier Friedrich von Payer (à sa droite) et Wilhelm von Radowitz, chef de la chancellerie du Reich, en retrait, à la droite du chancelier, à Berlin, en octobre 1918.

Afin d'éviter que le Reich ne connaisse un épisode révolutionnaire, le haut-commandement suggère, dès le 28 septembre, la mise en place de réformes dans l'empire, notamment par l'instauration d'un régime parlementaire, tandis que le vice-chancelier du Reich Paul von Hintze propose la démocratisation de l'empire afin de permettre la poursuite du conflit, puis de conclure une paix avec les Alliés occidentaux garantissant les conquêtes orientales du Reich victorieux sur ce front,,.
Tous s'accordent enfin pour confier au nouveau gouvernement, issu du parlement, la double mission de contenir le mécontentement populaire et d'exonérer l'OHL et ses responsables de la défaite du Reich. Ainsi, face aux développements politiques et militaires du mois de septembre, les principaux responsables de la gestion du conflit imposent la mise en place d'un gouvernement appuyé sur la majorité des partis représentés au Reichstag,,.
Le 29 septembre, le chancelier du Reich Georg von Hertling, connu pour son opposition à toute réforme intérieure avant la fin du conflit, accepte les conclusions des échanges entre civils et militaires et en assume les conséquences : le jour même, il propose sa démission, acceptée avec empressement par l'empereur, tandis que Ludendorff se montre pressant, souhaitant la mise en place très rapide du gouvernement chargé de négocier avec les Alliés. Dès le lendemain, il est remplacé par Max de Bade, soutenu par la majorité du Reichstag,,,,.
Ce cabinet multiplie, dès sa prise de fonctions, les mesures destinées à transformer le Reich autoritaire, hérité de Bismarck, en une monarchie parlementaire : le 24 octobre, une réforme électorale institue le suffrage universel égalitaire en Prusse, tandis que le 28 octobre un projet de réforme constitutionnelle est proposé, afin de transformer le Reich en monarchie parlementaire.